# Alois Neuman
Alois Neuman (ur. 12 marca 1901 w Smidarach koło Hradec Králové, zm. 27 lipca 1977 w Pradze) – czechosłowacki prawnik i działacz narodowosocjalistyczny, wieloletni minister (1948–1968), przewodniczący Czechosłowackiej Partii Socjalistycznej (1960–1968).

## Życiorys
Z wykształcenia prawnik. W latach 20. i 30. zatrudniony w szpitalnictwie i ubezpieczeniach społecznych. Od 1937 do 1939 pełnił obowiązki burmistrza Czeskich Budziejowic z ramienia Czechosłowackiej Partii Narodowo-Socjalistycznej. W latach 1935–1939 poseł do Zgromadzenia Narodowego. W czasie II wojny światowej więziony w Buchenwaldzie.
Po wyzwoleniu objął obowiązki przewodniczącego Rady Miejskiej Czeskich Budziejowic (1946–1948). Dalej działał w Partii Narodowo-Socjalistycznej, która w 1948 przekształciła się w Czechosłowacką Partię Socjalistyczną (Československá Strana Socialistická, ČSS) Od 1948 do 1960 był wiceprzewodniczącym ČSS, a w 1960 objął funkcję prezesa partii, którą sprawował do 1968 (od tego czasu honorowy przewodniczący). W latach 1948–1952 zasiadał w gabinecie Antonína Zápotockego jako minister poczty. Od 1952 do 1960 stał na czele resortu komunikacji, a później sprawiedliwości (1960–1968).
W latach 1945–1969 sprawował mandat posła do Zgromadzenia Narodowego, a po jego przekształceniu w Federalne Zgromadzenie Narodowe w 1968 również do niego (1969–1976).
W 1971 wydał wspomnienia pod tytułem "Jak jsem žil".